# Goworowo (przystanek kolejowy)
Goworowo – przystanek kolejowy Polskich Kolei Państwowych obsługiwany przez Koleje Mazowieckie. 

## Ruch pasażerski
| Rok  | Wymiana pasażerska na dobę |
| ---- | -------------------------- |
| 2017 | 0-9                        |
| 2022 | 20-49                      |

Przystanek znajduje się we wsi Pokrzywnica, w gminie Goworowo, w powiecie ostrołęckim, w województwie mazowieckim, w Polsce.

## Połączenia
- Tłuszcz
- Ostrołęka
- Wyszków